# Comunicações, Lazer e Cultura
CLC – Comunicações, Lazer e Cultura foi uma divisão do Grupo Abril criada em 1982 em substituição à Abril Cultural, responsabilizando-se pelas áreas de fascículos e livros, além das empresas não ligadas diretamente ao ramo editorial. Foi presidida por Richard Civita, filho de Victor Civita. Entre as empresas do holding estavam a Nova Cultural, a Editora Best Seller, a Círculo do Livro e a Dinap.